# Gussew (Tschechow)

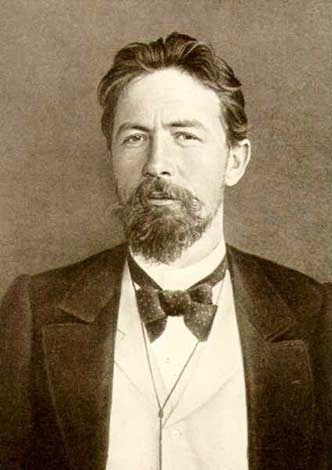
Anton Tschechow

Gussew (russisch Гусев, Betonung: Gússew) ist eine Erzählung des russischen Schriftstellers Anton Tschechow, die am 25. Dezember 1890 in der Tageszeitung Nowoje wremja erschien.

## Geschichte
Tschechow reflektiert in der Erzählung seine autobiographischen Erlebnisse auf der Rückreise von der Insel Sachalin. Auf dem Seeweg nach Singapur waren zwei verstorbene Russen über eine Rutsche ins Meer befördert worden.
Zu Lebzeiten des Autors wurde der Text ins Bulgarische, Deutsche, Französische, Norwegische, Polnische und Ungarische übersetzt.
Der russische Reservist Gussew hat im Fernen Osten fünf Jahre – fünfzehntausend Werst von der Heimat entfernt – als Offiziersbursche gedient, die Schwindsucht bekommen und ist nun auf dem Wege in die Heimat. Auf dem Verdeck des Dampfers im Lazarett fallen unter vierhundert gesunden Matrosen und Soldaten eine Handvoll Kranke – Paralytiker und Schwindsüchtige im letzten Stadium – nicht weiter auf. Gussew leidet überdies an der Seekrankheit. Trotzdem spielt er mit den anderen Kranken Karten, unterhält sich mit dem schwerkranken Pawel Iwanytsch oder denkt an die Heimat – an den großen gefrorenen Teich, an die Porzellanfabrik und seinen Bruder Aleksei und dessen Söhnchen Wanjka. Beide Verwandte tragen in Gussews Erinnerung Filzstiefel und der Bruder ist angetrunken.
In den fünf Jahren hatte Gussew nur ein einziges Mal von seinem verärgerten Leutnant eine Ohrfeige bekommen, weil er vier Chinesen eben „nur so“ verprügelt hatte.
Stepan – einer der Kranken – stirbt. Pawel Iwanytsch schätzt, bis Odessa sind es noch reichlich vier Wochen. Dann wird er nach Charkow fahren. Pawel, der Popensohn, ist dort mit einem Schriftsteller befreundet. Zwei Tage darauf sitzt Pawel nicht mehr, sondern liegt. Es scheint, als sei seine Nase spitzer geworden. Gussew trinkt in der allgegenwärtigen Hitze an Bord immerzu Wasser und denkt seinen Lieblingsgedanken – verherrlicht den durchdringenden russischen Frost. Pawel stirbt. Ein kranker Soldat mit Binde prophezeit dem abgemagerten Gussew das baldige Ende. Gussew will nicht sterben, denn daheim muss Ordnung geschaffen werden. Da ist sein Bruder, der Trunkenbold. In der stickigen Luft schläft Gussew unter Alpdrücken mit trockenem Mund zwei Tage. Dann tragen ihn zwei Matrosen aus dem Lazarett. In Segeltuch genäht, mit Eisen beschwert, wird Gussew vom Geistlichen mit Erde bestreut. Dann rutscht er ins Wasser. Ein Hai zerreißt das Segeltuch. Der Eisenstab gleitet heraus und sinkt und über der Wasseroberfläche bricht bunt das Sonnenlicht durch die Wolken.

## Deutschsprachige Ausgaben
Verwendete Ausgabe
- Gussew. S. 109–127 in A. P. Tschechow: Meistererzählungen. Deutsch von Reinhold Trautmann. 431 Seiten. Dieterich’sche Verlagsbuchhandlung, Leipzig 1953 (7. Aufl. 1983, 27 Seiten Vorwort von J.F. und R.M.), ohne ISBN